# Karbunica
Karbunica (macedónul: Карбуница) település Észak-Macedóniában, a Délnyugati körzet Kicsevói járásában, 2013-ig a Vranesticai járás része volt, ami teljes egészében beolvadt a Kicsevói járásba.

## Népesség
| Lakosok száma | 312  | 285  | 240  | 176  | 113  | 88   | 81   | 42   | 29   |
|               | 1948 | 1953 | 1961 | 1971 | 1981 | 1991 | 1994 | 2002 | 2021 |

2002-ben 42 lakosa volt, akik mindannyian macedónok.